# Chúa Kitô Vua

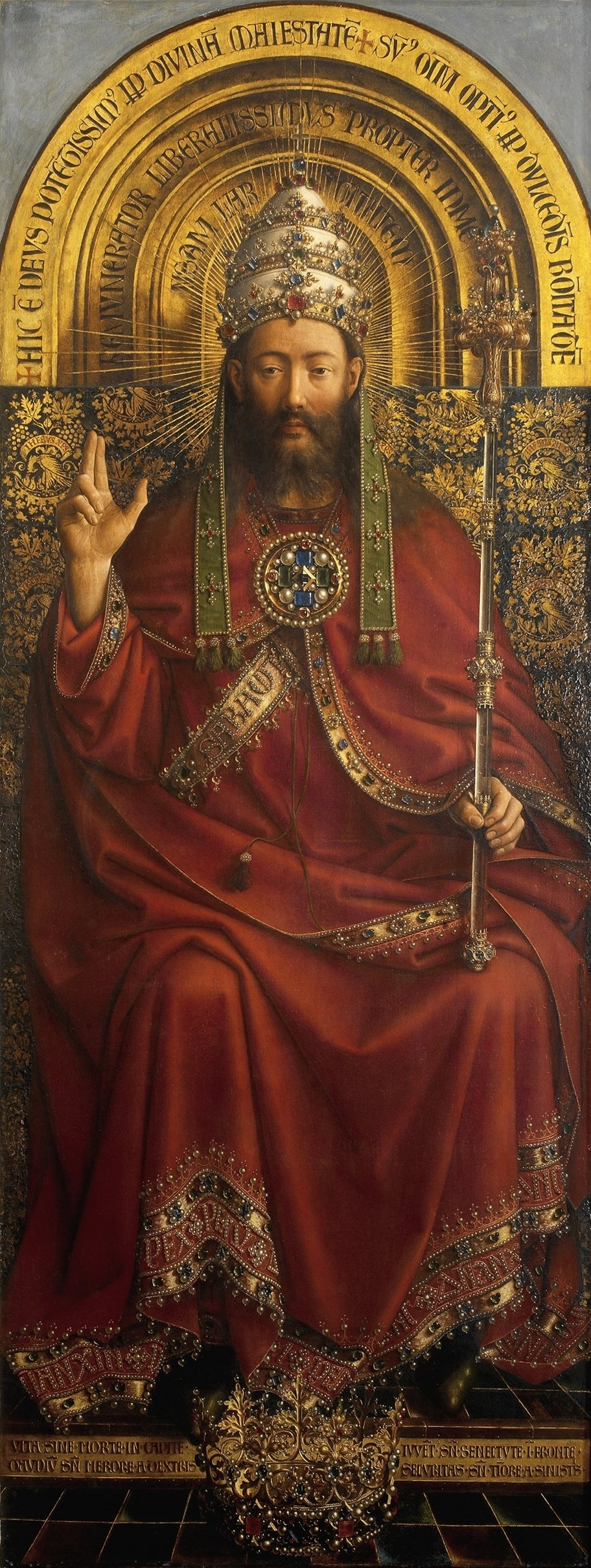
Hình tượng Chúa Kitô Vua được phác họa trong tác phẩm "Ghent Altarpiece" của họa sĩ Jan van Eyck tại Nhà thờ chính tòa Thánh Bavo, giáo phận Gent.

Chúa Kitô Vua là một tước hiệu của Chúa Jesu trong Kitô giáo đề cập đến ý tưởng về Nước Thiên Chúa nơi Chúa Kitô ngự ở bên tay phải Thiên Chúa. Nhiều hệ phái Kitô giáo coi tước Vua của Chúa Jesu thể hiện sự tham dự của người vào một trong ba chức năng: Chúa Kitô là ngôn sứ, tư tế và vương đế. Tước hiệu "Chúa Kitô Vua" thường được dùng để đặt tên cho các nhà thờ, trường học, chủng viện, bệnh viện và hội dòng. Truyền thống của Giáo hội Công giáo phong cho Đức Mẹ Maria tước hiệu Nữ Vương Thiên Đàng.

## Căn cứ theo Kinh Thánh
Trong sách Tin Mừng theo thánh Lucas, sứ thần Gabriel đã truyền cho Đức Maria rằng "Này đây bà sẽ thụ thai, sinh hạ một con trai, và đặt tên là Jesu. Người sẽ nên cao cả, và sẽ được gọi là Con Đấng Tối Cao. Đức Chúa là Thiên Chúa sẽ ban cho Người ngai vàng vua David, tổ tiên Người. Người sẽ trị vì nhà Jacob đến muôn đời, và triều đại của Người sẽ vô cùng vô tận."
Bên ngoài các sách Tin Mừng, Thư thứ nhất gửi ông Timôthê (1 Tm 6:14–15) đã gán tước hiệu "Vua các vua, Chúa các chúa" cho Đức Jesu Kitô, tương xứng với lời tuyên bố trong sách Đệ nhị luật (Đnl 10:17): "vì Đức Chúa, Thiên Chúa của anh em, là Thần các thần, là Chúa các chúa". Trong sách Khải huyền (Kh 19:16), Chiên Thiên Chúa cũng được tuyên bố là "Vua các vua, Chúa các chúa".

## Bối cảnh
Khái niệm Chúa Kitô Vua là chủ đề của một bài phát biểu do thánh Eusebius thành Caesarea thực hiện vào khoảng năm 314 CN. Các mô tả chi tiết về Chúa Kitô vương giả xuất hiện vào nửa cuối thế kỷ 4.

## Nỗ lực của Giáo hoàng Pius XI

### Thông điệpUbi arcano Dei consilio
Ngày 23 tháng 12 năm 1922, Giáo hoàng Pius XI ra thông điệp đầu tiên trong triều đại của mình – Ubi arcano Dei consilio (n.đ. 'Sống trong kế hoạch khôn dò của Thiên Chúa'), sau khi Chiến tranh thế giới thứ nhất kết thúc. Ông đã chỉ ra rằng mặc dù chiến sự đã ngừng hẳn, con người vẫn chưa được hưởng nền hòa bình thực sự. Ngài lấy làm thương tiếc về sự phân chia giai cấp trong xã hội ngày càng thịnh hành và việc chủ nghĩa dân tộc lan nhanh một cách khó kiểm soát, cũng như xác quyết rằng hòa bình thực sự chỉ tồn tại trong Vương quyền của Chúa Kitô – "Thủ Lãnh hòa bình". "Vì Chúa Jesu Kitô chế ngự tâm trí của các cá nhân bằng giáo huấn của mình, ngự trị trong trái tim của họ bằng tình yêu của mình, và lãnh đạo cuộc sống mỗi cá nhân bằng đời sống tuân giữ luật Người ban và bằng đời sống noi gương Người".

### Thông điệpQuas primas
Vương quyền của Chúa Kitô được Giáo hoàng Pius XI nhắc lại trong thông điệp Quas primas, ấn hành vào năm 1925. Thông điệp này được Michael D. Greaney coi là "một trong những thông điệp giáo hoàng bị hiểu lầm và phớt lờ nhất mọi thời đại". Thông điệp của ông có trích dẫn trong sự tán thành với câu nói của thánh Cyrillus thành Alexandria, lưu ý rằng vương quyền của Chúa Jesu có được là nhờ Đức Chúa Cha ban cho mà không nhờ đến bạo lực: "Theo lời của thánh Cyrillus, Chúa Kitô nắm quyền chi phối tất cả các loài thụ tạo, mà quyền ấy người có được không nhờ tiếm quyền hay nhờ bạo lực, mà nhờ yếu tính và bản tính của người". Ông cũng trích dẫn thông điệp Annum sacrum (ấn hành năm 1899) của Giáo hoàng Leo XIII, tựu trung vị giáo hoàng nêu lên mối tương quan giữa vương quyền của Chúa Kitô với lòng sùng kính Thánh Tâm người.

### Nỗ lực truyền bá sơ khai
Vào tháng 11 năm 1926, Giáo hoàng Pius XI đã phê chuẩn việc thành lập một giáo xứ đầu tiên thánh hiến cho Chúa Kitô Vua. Giáo xứ Chúa Kitô Vua, một giáo xứ non trẻ tại khu phố Mount Lookout thuộc thành phố Cincinnati, trước đó hoạt động bên trong một hiệu thuốc nằm gần quảng trường của khu phố, nay đã sớm bắt đầu phát triển. Vào năm 1927, giáo xứ này đã hoàn tất việc xây dựng và thánh hiến một nhà thờ tạm thời. Tuy vậy phải đến ngày 22 tháng 5 năm 1957, một đền thánh bằng đá vôi mới được xây cất tại vị trí nhà thờ xứ cũ, do kiến trúc sư nổi tiếng Edward J. Schulte thiết kế. Ngôi nhà thờ mới thể hiện sự kết hợp độc đáo của nhà kiến trúc sư với sự trang trí theo phong cách Art Deco trong một công trình với lối kiến trúc Brutalist nhằm phỏng theo không gian phụng vụ cổ xưa của các tín hữu Kitô giáo tiên khởi.

### Lễ kính Chúa Kitô Vua
Lễ kính Chúa Kitô Vua được Giáo hoàng Pius XI thiết lập vào năm 1925. Lịch Chung Rôma 1969 dời ngày kính Chúa Kitô Vua trong Nghi lễ Rôma sang Chúa nhật tuần cuối cùng của mùa Thường niên, cũng là Chúa nhật cuối cùng của năm phụng vụ. Phần lớn các giáo hội thuộc truyền thống Anh giáo, Tin Lành Luther và các truyền thống Kháng Cách khác kỷ niệm Chúa Kitô Vua vào cùng một ngày. Tuy nhiên, những cộng đoàn sử dụng Lịch Chung Rôma 1960 (được ấn hành trước Công đồng Vaticano II) cùng với Giáo hội Phổ quát Anh giáo thì mừng kính Chúa Kitô Vua vào Chúa nhật cuối cùng của tháng Mười, tức là Chúa nhật trước lễ Các Thánh.